# Amsacta rubricosta
Amsacta rubricosta là một loài bướm đêm thuộc phân họ Arctiinae, họ Erebidae.